# Рок (озеро)
Рок (англ. Rock Lake) — озеро в округе Джефферсон на юго-востоке штата Висконсин, США. Озеро лежит в 30 км к востоку от города Мадисон.
Площадь озера составляет 552,4 га (1365 акров), максимальная глубина 18,3 м (60 футов). С восточной стороны из озера вытекает одноимённый ручей.

## Пирамиды
В 1836 году Натаниэл Хейер случайно обнаружил в озере Рок небольшую каменную пирамиду с плоской вершиной. Первооткрыватель назвал свою находку Атцаланом и предположил, что монументальной постройке не меньше тысячи лет.
Схожие пирамиды расположены по соседству в Ацталанском парке и были возведены в X—XIII веках.